# Agrostis macilenta
Agrostis macilenta é uma espécie de gramínea do gênero Agrostis, pertencente à família Poaceae.